# Национальный мемориал и музей 11 сентября
Национальный мемориал и музей 11 сентября (англ. National September 11 Memorial & Museum) — комплекс, расположенный на месте башен Всемирного торгового центра, которые были уничтожены в ходе терактов 11 сентября 2001 года. Первоначально комплекс должен был носить название «Мемориал Всемирного торгового центра», но был переименован по результатам конкурса в 2007 году. Автором проекта в 2005 г. стал американо-израильский архитектор Майкл Арад, ландшафтный дизайн был разработан совместно с Питером Уокером. Строительство мемориала началось 13 марта 2006 года под руководством фонда «Мемориал Всемирного торгового центра» и Портового управления Нью-Йорка и Нью-Джерси.
Первоначальный план предусматривал, что мемориал будет находиться на 9 метров ниже уровня улицы. По утверждённому проекту мемориал состоит из группы деревьев, окружающих огромные зеркальные бассейны на том месте, где стояли башни. Памятник посвящён тем, кто погиб в день терактов или участвовал в спасении людей.

## Конкурс проектов
В 2003 году корпорация «Развитие Нижнего Манхэттена» объявила международный конкурс на проект мемориала Всемирного торгового центра как дань памяти погибшим в результате терактов 11 сентября. Отдельные лица и группы присылали свои проектные предложения. 19 ноября 2003 года тринадцать членов жюри отобрали восемь финалистов. 6 января 2004 года был выбран победитель, которым стал проект «Отражение отсутствия». 14 января 2004 года на пресс-конференции в Федерал-холле, Нью-Йорк, был представлен окончательный вариант мемориала.

## Мемориал и музей
4 января 2005 года фонд «Мемориал Всемирного торгового центра», некоммерческая организация, провела своё первое заседание. Было принято решение о сборе средств на строительство мемориала. К 2008 году было собрано 350 миллионов долларов. У мемориала, который будет контролировать фонд, будет несколько целей:

Цели мемориала:
- Помнить и чтить память тысячи невинных мужчин, женщин и детей, погибших в результате страшных атак 26 февраля 1993 года и 11 сентября 2001 года.
- Уважение места трагической гибели людей.
- Признание выносливости тех, кто выжил, мужества тех, кто рисковал своей жизнью ради спасения других и благодарность всем, кто помогал нам в тяжёлые минуты.
- Пусть живут воспоминания, и дух, который будет вечным маяком, свидетельствует о бесценности жизни, укрепляет нашу решимость сохранить свободу и вдохновляет на искоренение ненависти, невежества и нетерпимости.

## Критика
Хотя мемориал получил хорошие отзывы и оценки со стороны общественности и семей погибших, проект критикуется за высокую стоимость или эстетическую несостоятельность. Начиная с 2011 года многие проблемы были решены. Среди критических тезисов:
- Стоимость: предварительная смета расходов на мемориал уже была равна 500 миллионам. Издание «The Wall Street Journal» считает его самым дорогим памятником Америки[5].
- Первоначально памятник должен был быть под землёй, но сейчас имена пострадавших перенесены выше уровня земли.
- Претензии к именам: представители Пожарного департамента Нью-Йорка и Департамента полиции Нью-Йорка настаивают, что имена их должностных лиц должны быть указаны отдельно от гражданского населения. Кроме того, в дополнение к имени, должны указываться годы службы, награды, звание.

## Строительство
13 марта 2006 года первые строительные бригады прибыли на место ВТЦ. В тот же день родственники жертв и заинтересованные граждане собрались в знак протеста против нового мемориала, заявив, что он должен быть построен над землёй. Президент фонда памяти, в свою очередь, заявил, что с членами семей погибших были проведены консультации, и найден консенсус в пользу текущего дизайна, а стало быть, работа будет продолжаться как и запланировано.
К концу августа 2008 года было завершено строительство опор фундамента. 2 сентября 2008 года строители возвели первую 7700-фунтовую колонну рядом с местом, где стояла Северная башня. К апрелю 2010 года 85 % бассейнов было уже залито бетоном, и на них установлены стальные листы.
22 апреля того же года строители начали монтаж гранитного покрытия для бассейнов. В июне 2010 года монтаж покрытия в северном бассейне (где раньше стояла Северная башня) был полностью выполнен, и начался монтаж плит для южного бассейна. В августе 2010 года рабочие начали высаживать деревья на мемориальной площади, а в сентябре были установлены две стальные колонны из разрушенных башен.
В ноябре 2010 года началось тестирование водопада северного бассейна. В марте 2011 г.ода была начата установка стеклянных панелей на фасад музея 11 сентября, расположенного рядом. В мае был протестирован южный бассейн.
Бассейны были открыты в десятую годовщину терактов, 11 сентября 2011 года в 08:46 — ровно в то мгновение, когда в 2001 году первый захваченный террористами самолёт попал в комплекс ВТЦ. Музей, расположенный под ними, был открыт 21 мая 2014 года.

## Хронология строительства
- 21 января 2008
- Сентябрь 2010
- 22 августа 2011
- 27 апреля 2012